# Jakov Lazarevič Judelevskij
Jakov Lazarevič Judelevskij (* 1868; † 1957) (Pseudonyme: Jacques, Ju. Delevskij, Delevsky, Jakova Lazareviča Judelevskogo, A. Lipin, Komov) war ein Philosoph, Revolutionär und Schriftsteller.
Er studierte Physik und Mathematik in Sankt Petersburg. 1890 wurde er festgenommen und zwei Jahre später zu einem Jahr Gefängnis und fünf Jahren Exil in Ostsibirien verurteilt. Nach seiner Freilassung ging er nach Paris, wo er einer revolutionären Partei beitrat.
Seine Unterlagen werden bei der Association pour la Conservation des Valeurs Culturelles Russes Archives gesammelt.

## Veröffentlichungen
- Voprosy mirosozercanija i taktiki russkich revoljucionerov; 1903
- Dialektika i matematika; 1906 (vgl. Anti-Dühring)
- K voprosu o teoretičeskich osnovach socialisticeskoj programmy; 1907
- Sud nad azefščinoju; 1911
- Protokoly sionskich mudrecov, (Istorija odnogo podlogo); Berlin, Épocha, 1923 (mit einem Vorwort von Anton Kartašov; Карташёв, Антон Владимирович)
- Antagonismes sociaux et antagonismes prolétaires; Paris, Giard; 1924
- Les Antinomies socialistes et l'évolution du socialisme français; 1930
- La Prévision historique dans la nature; 1935
- Le problème de la dénatalité; In: Revue d'économie politique, Band 52 (1938)
- Le Bolchévisme à la lumière des précédents historiques; 1922
- La Valeur mathématico-économique de la loi de King; 1923
- Antagonismes sociaux et Antagonismes prolétariens; 1924
- La Vie et l’infinité; 1929
- Une formulation mathématique de la loi de la population; 1929
- Les Perspectives du bolchevisme
- Détails sur le produit “Les Antinomies socialistes et l'évolution du socialisme français”; 1930
- Les Sources du marxisme; 1930
- La Suggestion dans la création scientifique; 1930
- L’Enigme de la prémonition; 1931
- Nature et histoire; 1933
- La Simplicité des lois; 1934
- Notes critiques sur les origines et les thèses du matérialisme historique; 1935
- La Prevision Historique Dans La Nature; 1935
- La Prévision dans l’histoire humaine; 1936
- L’Histoire des sciences et la philosophie de l’histoire; 1937
- Le problème de la dénatalité; 1938
- Le Finalisme dans la nature; 1938
- Les Tendances dialectiques dans l'évolution de la science; 1938
- L'Évolution des sciences et les techniques industrielles; 1939
- La Perfection et l’infini: la pensée scientifique et l’idéal social; 1949
- La Philosophie des paradoxes mathématiques; 1952